# Loena 10
Loena 10 (E-6S serie) of Loenik 10 (Russisch: Луна-10) was een onbemande ruimtesonde van de Sovjet-Unie, die 31-3-1966 vanuit een parkeerbaan rond de aarde naar de Maan werd gelanceerd in het kader van het Loenaprogramma. Loena 10 was de eerste kunstmatige satelliet van de Maan. Loena 10 kwam op 3 april aan in haar parkeerbaan en had na 3 uur een ronde voltooid.
Aan boord bevonden zich onder andere een spectrometer voor gammastraling met energieën tussen de 0,3 en de 3 MeV; een triaxiale magnetometer; opvangmateriaal voor geladen deeltjes; Piëzo-elektrische micrometeorietdetector; Infrarooddetector; apparatuur om laagenergetische röntgenstraling te meten. Bovendien werd de zwaartekracht bestudeerd. Gedurende het 23e congres van de Communistische Partij van de Sovjet-Unie bracht Loena 1 de Internationale ten gehore; althans dat werd gezegd. Vanwege een kleine storing werd echter een opname afgespeeld van een proef die 3 april wel goed verlopen was. Loena 10 maakte gebruik van batterijen en werkte gedurende 460 omlopen rond de Maan, tijdens deze omlopen werden 219 maal gegevens doorgegeven tot de satelliet er op 30 mei 1966 het zwijgen toe deed.
Na een koerscorrectie op 1 april, bereikte Loena 10, de tweede van twee Ye-6S(-reserve)-sondes
in een parkeerbaan om de maan op 3 april; 18:44 UT. De baan was 350 bij 1000 km, met een inclinatie van 71.9°
Een compartiment van 245 kg scheidde zich af van de satelliet.
Loena 10 en verzamelde gegevens over de sterkte van het magnetisch veld van de Maan, de stralingsgordels en de aard van maanstenen (die bleken vergelijkbaar met aardse basaltblokken). kosmische straling; en de hoeveelheid micrometeorieten. Belangrijk was vooral de ontdekking van de Mascons, gebieden met een grote dichtheid die zich ter plaatse van de maria tot honderden kilometers diep onder het oppervlak uitstrekken. Er wordt gedacht dat hier planetoïden zijn ingeslagen.
De ontdekking van mascons is bevestigd door de Amerikaanse Lunar Orbiters, die vanaf augustus dat jaar gelanceerd zouden worden. Loena 10 zweeg vanaf 30 mei 1966.